# درست‌مادینه
درست‌مادینه (نام علمی: Entelegynae) نام یک series از فروراسته تارتنک‌ریختان است.